# Nationaler Wiedervereinigungsrat
Der Wiedervereinigungsrat (chinesisch 國家統一委員會, Pinyin Guójiā Tǒngyī Wěiyuánhuì, engl. National Unification Council, NUC) war ein am 7. Oktober 1990 von Lee Teng-hui, Präsident der Republik China auf Taiwan und Vorsitzender der Kuomintang, gegründetes Gremium, dessen Ziel es war, über die Bedingungen einer Vereinigung Taiwans mit der Volksrepublik China nachzudenken. Er wurde 2006 von Präsident Chen Shui-bian (Demokratische Fortschrittspartei) aufgelöst.

## Ziele
Das Ziel des Rates war es gewesen, eine Wiedervereinigung Taiwans mit China zu fördern. Er wurde 1990 als Zugeständnis an die Regierung der Volksrepublik China gegründet, dass Taiwan an einer Wiedervereinigung mit China interessiert sei. Die Errichtung des Wiedervereinigungsrates half, die Gespräche zwischen beiden Staaten in den 1990er Jahren anzustoßen.

## Aufbau
Der Wiedervereinigungsrat war organisatorisch beim Büro des Präsidenten angesiedelt. Der Rat bestand aus 32 Personen, aus Politik und Wirtschaft.

## Wirken
Der Rat entwickelte die Richtlinien für eine nationale Wiedervereinigung, welche am 23. Februar 1991 vom Wiedervereinigungsrat und am 14. März 1991 vom Exekutiv-Yuan, dem Kabinett, angenommen wurden.
Am 1. August 1992 akzeptierte der Rat den Begriff des „einen China“, wobei es zwei Interpretationen gebe.
Am 8. April 1995 hatte Lee Teng-hui im NUC sechs Bedingungen ("Lee's six") für eine Vereinigung genannt, was eine Antwort auf die acht Bedingungen von Jiang Zemin von Januar 1995 waren.
Es fanden 14 Treffen statt, wobei seit der Regierungsübernahme von Chen Shui-bian am 20. Mai 2000 keines mehr erfolgte. Auch das Budget von NT$ 1000 war in den letzten Jahren nur noch ein symbolischer Betrag.

## Auflösung
Der Präsident Taiwans, Chen Shui-bian, löste den Rat am 27. Februar 2006 auf. In einer Erklärung warf der Staatsrat der Volksrepublik China am 28. Februar 2006 Chen Shui-bian vor, mit seinem Beschluss die separatistischen Aktivitäten beschleunigen und eine Konfrontation zwischen beiden Seiten der Taiwan-Straße provozieren zu wollen. Auch die USA kritisierten die Auflösung. Auf die Kritik reagierte der taiwanische Präsident mit der Erklärung am symbolischen "Friedenstag" Taiwans (siehe Zwischenfall vom 28. Februar), dass der NUC den Taiwanern das Recht nehmen würde, über ihre eigene Zukunft zu entscheiden. Offiziell wurde von einem Aussetzen des Rates gesprochen.